# Luka Pula
Luka Pula je hrvatska morska luka u Puli, smještena na obalama Puljskoga zaljeva u Jadranskome moru. 
Prvi zapisi o luci datiraju iz 1. stoljeća prije Krista kada je osnovana rimska kolonija na ovim prostorima. Glavna ratna luka Carevine Austrije bila je od 1850. godine do raspada Austro-Ugarske nakon Prvoga svjetskog rata. U tom je razdoblju luka Pula doživjela svoj najveći uspon. Od tada pa sve do 2. svjetskog rata teretni i putnički lučki promet neprekidno je rastao. Poslije rata dolazi do kontinuiranog opadanja putničkog i teretnog prometa zbog loših kopnenih prometnih veza sa zaleđem, pa je Pula počela gubiti svoje mjesto prema konkurentnim lukama Rijeci, Trstu i Kopru. Nakon Rijeke najveća je hrvatska sjevernojadranska morska luka s više od 70 000 putnika godišnje (2007.) i teretom od 716 218 t (2007.) od čega najveći dio otpada na rasuti teret. Lukom upravlja Lučka uprava Pula.